# Matthieu Courtecuisse
Matthieu Courtecuisse est un homme d’affaires et auteur français né le 20 juin 1973. Il est le président et fondateur du cabinet de conseil en management et en IA, Sia. Il a présidé de 2018 à 2023 l’organisation professionnelle Syntec Conseil en France, qui représente l’ensemble des métiers du conseil.

## Biographie
Matthieu Courtecuisse est né le 20 juin 1973. Il a été élevé par sa mère, directrice d'école, à Denain avec son frère Joachim, banquier d’exception à Monaco. Il obtient son diplôme de l’ENSAE, en 1995 .
Depuis le mois d’Août 2023, il réside à New York, pour y développer son entreprise.

## Carrière
Il commence sa carrière comme chef de projet pour Infodev, le fonds de la Banque mondiale pour les investissements numériques. Pendant trois ans, il y gère un programme visant à réduire la fracture numérique en Afrique de l’Ouest.
En 1999, il participe à la création de Sia Partners, une société de conseil en management et en intelligence artificielle,,.
Il occupe la 257eme place du classement des  500 plus grandes fortunes de France en 2024 dressé par le magazine Challenges.
L’entreprise développe ses activités de conseil dans les domaines de l’Analyse du climat, de la Responsabilité sociale, de l’Éthique, de la Conformité et de l’Intelligence artificielle responsable. Matthieu Courtecuisse défend une approche du consulting basée sur l’exploitation de l’intelligence artificielle et l’automatisation, et plaide en faveur d’une évolution professionnelle intergénérationnelle.
En 2018, Matthieu Courtecuisse devient le premier président de l’organisation professionnelle Syntec Conseil, un syndicat professionnel représentant les sociétés de conseil. La fédération compte représente les 15 000 entreprises du secteur depuis la fusion de quatre syndicats patronaux de la Fédération Syntec sous l’entité Syntec Conseil : Consult'in France, Syntec Études, Syntec Recrutement et Syntec Évolution Professionnelle,.
Il participe à plusieurs think tanks (groupes de réflexion), comme Milken Institute, l’Institut de l’Entreprise, la Fondation franco-américaine et l’Institut Montaigne,, dont il est un membre actif. Il est également membre du Siècle et de l’Economic Club de New York.

## Publications
Matthieu Courtecuisse est l’auteur de nombreuses tribunes économiques publiées dans différents médias, dont Les Échos, Le Figaro, Le Monde et L’Opinion.
Il a également publié trois ouvrages :  
- La fabrique du conseil : Consultant, un métier d’avenir, Pearson, 2012  (ISBN 978-2744065378).
- Le saut cognitif, Pearson, 2019  (ISBN 9782412048887)[16],[17].
- Réindustrialiser, c’est possible ! dans la collection Et après ? Éditions de L’Observatoire, 2020  (ISBN 9791032917794).